# Filipstad község
Filipstad  község (svédül: Filipstads kommun) Svédország 290 községének egyike. A jelenlegi község 1971-ben jött létre Filipstad, Kroppa, Rämmen és Värmlandsberg egyesülésével.

## Települései
A községben 5 település található. A települések és népességük:
| Település | Népesség | Megjegyzés         |
| --------- | -------- | ------------------ |
| Filipstad |          | a község székhelye |
| Lesjöfors |          |                    |
| Nordmark  |          |                    |
| Nykroppa  |          |                    |
| Persberg  |          |                    |

### Külső hivatkozások
- Hivatalos honlap